# Petr Haluza
Petr Haluza (ur. 23 lipca 1983 w Ołomuńcu) – czeski hokeista.

## Kariera
- HC Ołomuniec U18 (1999-2000)
- HC Ołomuniec U20 (1999-2000)
- HC Zlín U20 (2000-2004)
  -  HC Vyškov (2004)
  -  HC Přerov (2004)
- HC Prostějov (2004)
- VSK Technika Brno (2004-2006)
- HC Vsetín (2006)
- HC Hradec Králové (2006-2008)
- HC Kometa Brno (2008-2009)
- HC Dukla Jihlava (2009)
- HC Ołomuniec (2009-2012)
- HC Kometa Brno (2012)
- HC Hradec Králové (2012-2013)
- Ciarko PBS Bank Sanok (2013)
- HC Dukla Jihlava (2013-2014)
- MsHK Žilina (2014)
- EHC Freiburg (2014-2018)
- ECDC Indians Memmingen (2017-2018)

Wychowanek klubu HC Ołomuniec w rodzinnym mieście. Występował czeskiej 2. lidze czeskiej, 1. lidze czeskiej i epizodycznie w ekstralidze. Od lipca do połowy października 2013 zawodnik Ciarko PBS Bank Sanok. Następnie w listopadzie 2013 jego macierzysty klub HC Hradec Králové wypożyczył go do końca sezonu do Dukli Jihlava. Na początku sezonu 2014/2015 zawodnik MsHK Žilina, a od grudnia 2014 w niemieckim klubie EHC Freiburg w 3. lidze (Oberliga). W czerwcu 2017 został zawodnikiem innego niemieckiego klubu ECDC Indians Memmingen.

## Sukcesy
Klubowe
- Tipsport Hockey Cup: 2008 z Kometą Brno
- Srebrny medal mistrzostw Czech: 2012 z Kometą Brno
- Brązowy medal 1. ligi czeskiej: 2010, 2012 z HC Ołomuniec